# ساختمان نیویورک تایمز

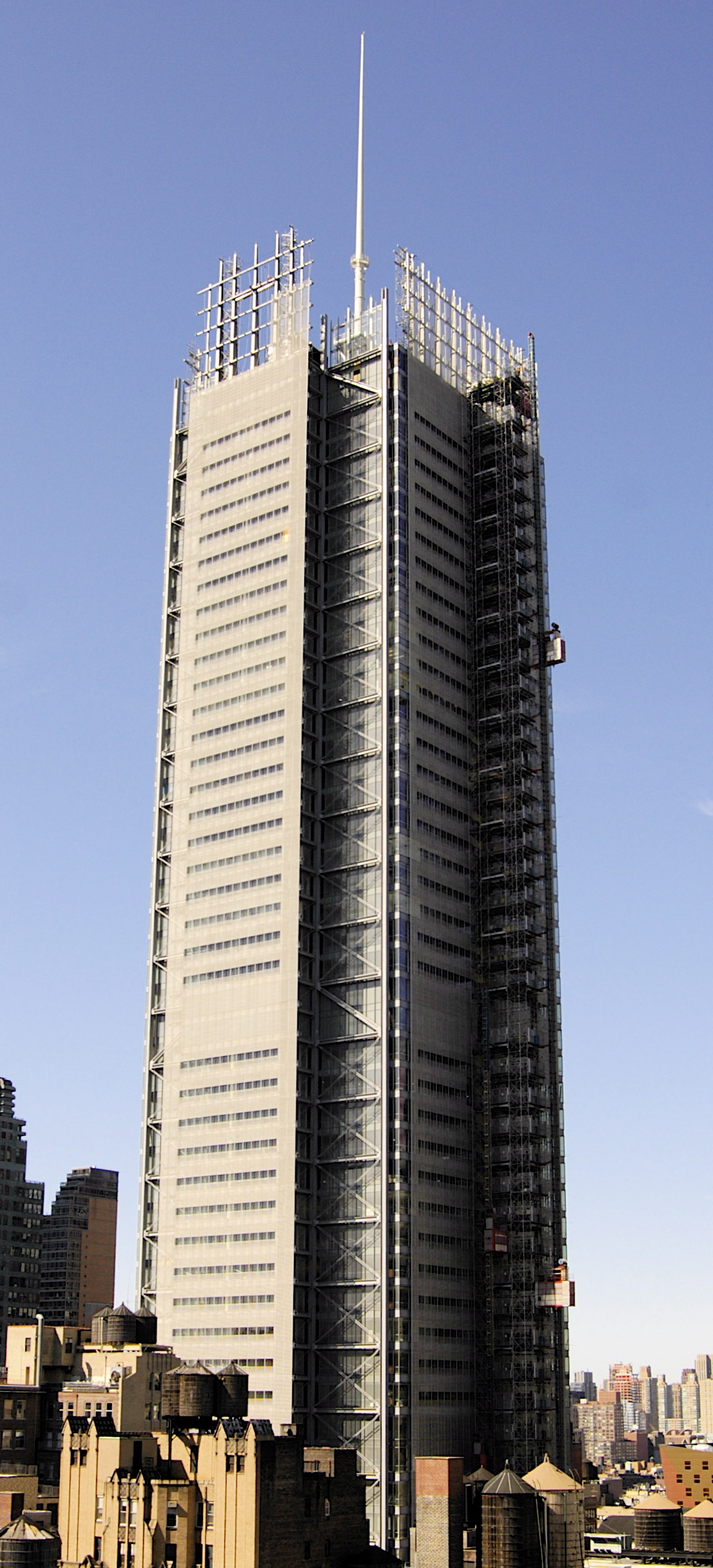
ساختمان نیویورک تایمز

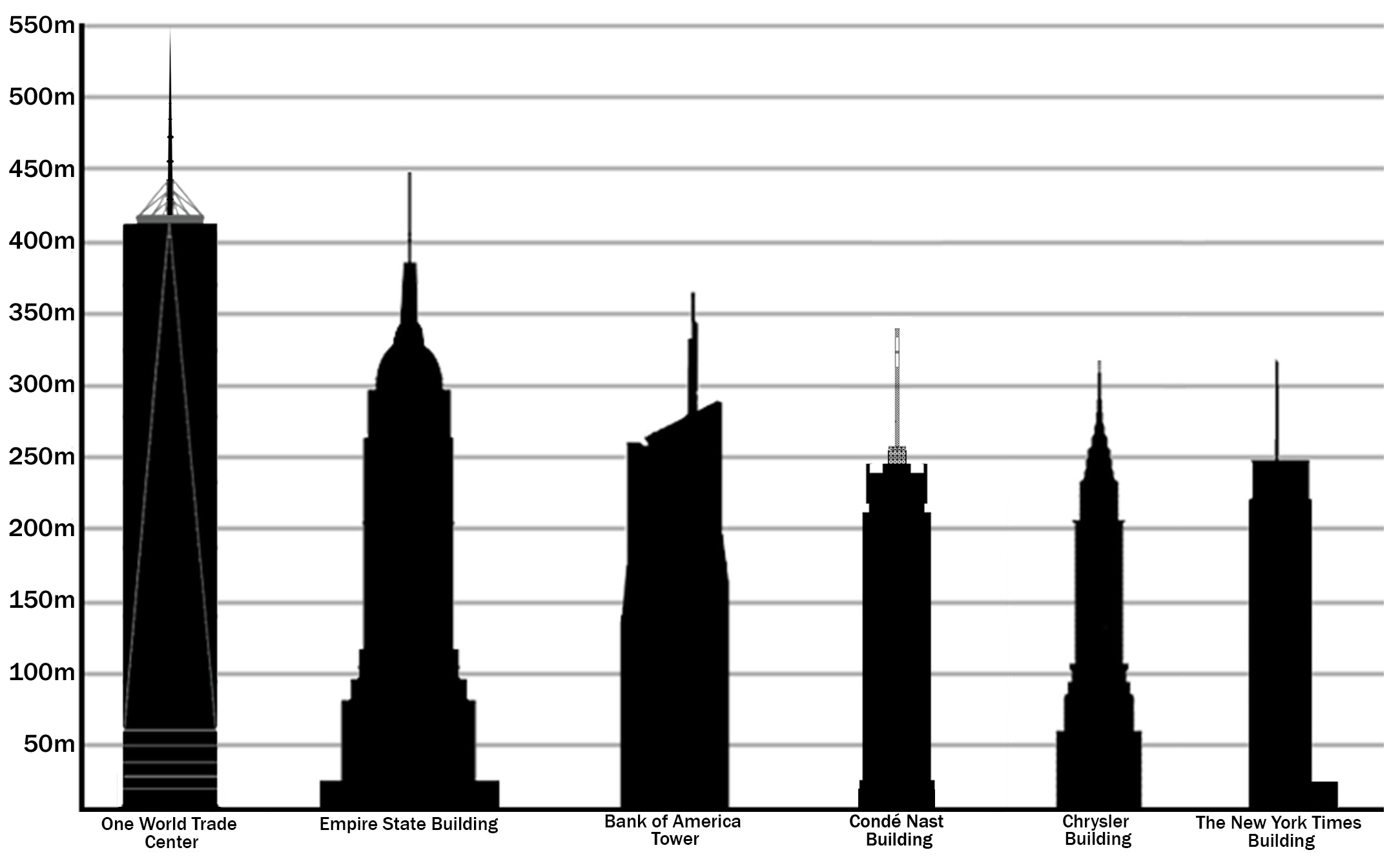
مقایسه ارتفاع بلندترین برج‌های نیویورک

ساختمان نیویورک تایمز (به انگلیسی: New York Times) نام یک برج مرتفع در شهر نیویورک در نیویورک است.
این برج در ۲۰۰۷ ساخته گردید، و ۳۱۹ متر ارتفاع دارد، که در سال ۲۰۰۹ نهمین برج بلند کشور آمریکا بود.
معمار این برج پست‌مدرنیستی، رنزو پیانو است.
شعبه مرکزی نیویورک تایمز در اینجا قرار دارد.

مقایسه ارتفاع بلندترین برج‌های آمریکا